# Lepilemur petteri
Lepilemur petteri (Лепілемур Петера) — вид приматів родини лепілемурових (Lepilemuridae). Назва вшановує приматолога Жана-Жака Петера.

## Зовнішній вигляд
Це малий вид роду. Досягає довжина тіла 22-24 см, хвіст приблизно 24 см. Важить близько 0,6 кг. Шерсть сірого або сіро-коричневого кольору зверху, низ білувато-сірого кольору. Голова кругла, і сіра. Очі відносно великі, в оточенні білих плям, горло біле.

## Поширення
Цей вид знаходиться на південному заході Мадагаскару. Житель колючого лісу та сухого лісу.

## Поведінка
Нічний і деревний. Протягом дня вони сплять в дуплах дерев або в заростях рослин в нічний час йдуть у пошуках їжі. Дієта повинна складатися з листя, квітів та інших частин рослин.

## Загрози
Цей вид знаходиться під загрозою втрати і деградації середовища проживання від зсуву сільськогосподарської практики. Проживає в англ. Beza-Mahalafy Special Reserve.